# Neobuthus
Neobuthus é um gênero de escorpiões, da família Buthidae. Suas espécies estão distribuídas pelo Chifre da África, na Eritréia, Somalilândia, Djibouti, Etiópia e Quênia.

## Taxonomia
Descrito pela primeira vez por Hirst em 1911, o gênero foi redefinido a partir de 2012 por revisões realizadas por Kovařík e Lowe. Com a diferença entre este gênero e o Butheolus definida, o grupo permanecia pouco estudado devido à falta de materiais, com diversos espécimes isolados coletados em 2010–2011 provisoriamente categorizados como Neobuthus ferrugineus. Expedições adicionais ao Chifre da África nos anos seguintes permitiram o estudo mais aprofundado do gênero, com sete espécies novas sendo confirmadas em 2018. Entretanto, Neobuthus sudanensis ainda pode ser um falso-positivo como espécie independente, pois sua descrição original é pouco detalhada e os espécimes femininos coletados ainda não puderam ser analisados.
- Neobuthus berberensis Hirst, 1911
- Neobuthus amoudensis Kovařík & Lowe, 2018
- Neobuthus awashensis Kovařík & Lowe, 2012
- Neobuthus cloudsleythompsoni Lourenço, 2001
- Neobuthus erigavoensis Kovařík & Lowe, 2018
- Neobuthus factorio Kovařík & Lowe, 2018
- Neobuthus ferrugineus Kraepelin, 1898
- Neobuthus gubanensis Kovařík & Lowe, 2018
- Neobuthus kloppersi Kovařík & Lowe, 2018
- Neobuthus kutcheri Lowe & Kovařík, 2016
- Neobuthus maidensis Kovařík & Lowe, 2018
- Neobuthus montanus Kovařík & Lowe, 2018
- Neobuthus sudanensis Lourenço, 2005

- Commons
- Wikispecies